# (6247) Amanogawa
(6247) Amanogawa (1990 WY3) – planetoida z pasa głównego asteroid okrążająca Słońce w ciągu 3,71 lat w średniej odległości 2,39 j.a. Odkryta 21 listopada 1990 roku.

## Nazwa
Odkryta przez Japończyków planetoida zyskała miano Ama-no-gawa, która jest japońskim określeniem Drogi Mlecznej.